# Symplocos leucocarpa
Symplocos leucocarpa är en tvåhjärtbladig växtart som beskrevs av August Brand. Symplocos leucocarpa ingår i släktet Symplocos och familjen Symplocaceae. Inga underarter finns listade i Catalogue of Life.